# 쇼 관람
쇼 관람(A Night In The Show)은 미국에서 제작된 찰리 채플린 감독의 1915년 영화이다. 찰리 채플린 등이 주연으로 출연하였고 제시 T. 로빈스 등이 제작에 참여하였다.

## 출연

### 주연
- 찰리 채플린
- 에드나 펄비안스

### 조연
- 샬롯 미노
- 레오 화이트
- 웨슬리 러글스
- 존 랜드
- 제임스 T. 켈리
- 퍼디 맥과이어
- 메이 화이트
- 버드 제이미슨
- 필리스 엘렌
- 찰스 인스리
- Carrie Clark Ward